# Аугуст Орри Торстейнссон
Аугуст Орри Торстейнссон (исл. Ágúst Orri Þorsteinsson; род. 14 января 2005) — исландский футболист, полузащитник клуба «Брейдаблик».

## Клубная карьера
Является воспитанником клуба «Брейдаблик». В 2021 году стал привлекаться к тренировкам с основой. 15 июля впервые попал в заявку клуба на матч первого квалификационного раунда Лиги конференций УЕФА против люксембургского «Расинга», но на поле не появился. 9 августа в матче очередного тура против «Стьярнана» дебютировал в чемпионате Исландии, выйдя на замену в компенсированное ко второму тайму время.

## Карьера в сборной
Выступал за различные юношеские сборные Исландии. 25 августа 2021 года дебютировал за сборную до 17 лет в товарищеском матче с командой Финляндии, появившись в стартовом составе и проведя на поле 80 минут.

## Достижения
- Серебряный призёр чемпионата Исландии: 2021

## Клубная статистика
| Выступление      | Выступление      | Выступление      | Лига | Лига | Кубки | Кубки | Конт. кубки | Конт. кубки | Итого | Итого |
| Клуб             | Лига             | Сезон            | Игры | Голы | Игры  | Голы  | Игры        | Голы        | Игры  | Голы  |
| ---------------- | ---------------- | ---------------- | ---- | ---- | ----- | ----- | ----------- | ----------- | ----- | ----- |
| Брейдаблик       | Избранная лига   | 2021             | 1    | 0    | 0     | 0     | 0           | 0           | 1     | 0     |
| Брейдаблик       | Итого            | Итого            | 1    | 0    | 0     | 0     | 0           | 0           | 1     | 0     |
| Всего за карьеру | Всего за карьеру | Всего за карьеру | 1    | 0    | 0     | 0     | 0           | 0           | 1     | 0     |